# Anna Markéta z Haugvic
Anna Markéta z Haugvic provdaná Wrangel(ová) (německy Anna Margareta von Haugwitz, 16. ledna 1622 Calbe – 20. března 1673 Stockholm) byla manželkou švédského vojevůdce, polního maršála a státníka, hraběte Carla Gustava Wrangela. 

## Život

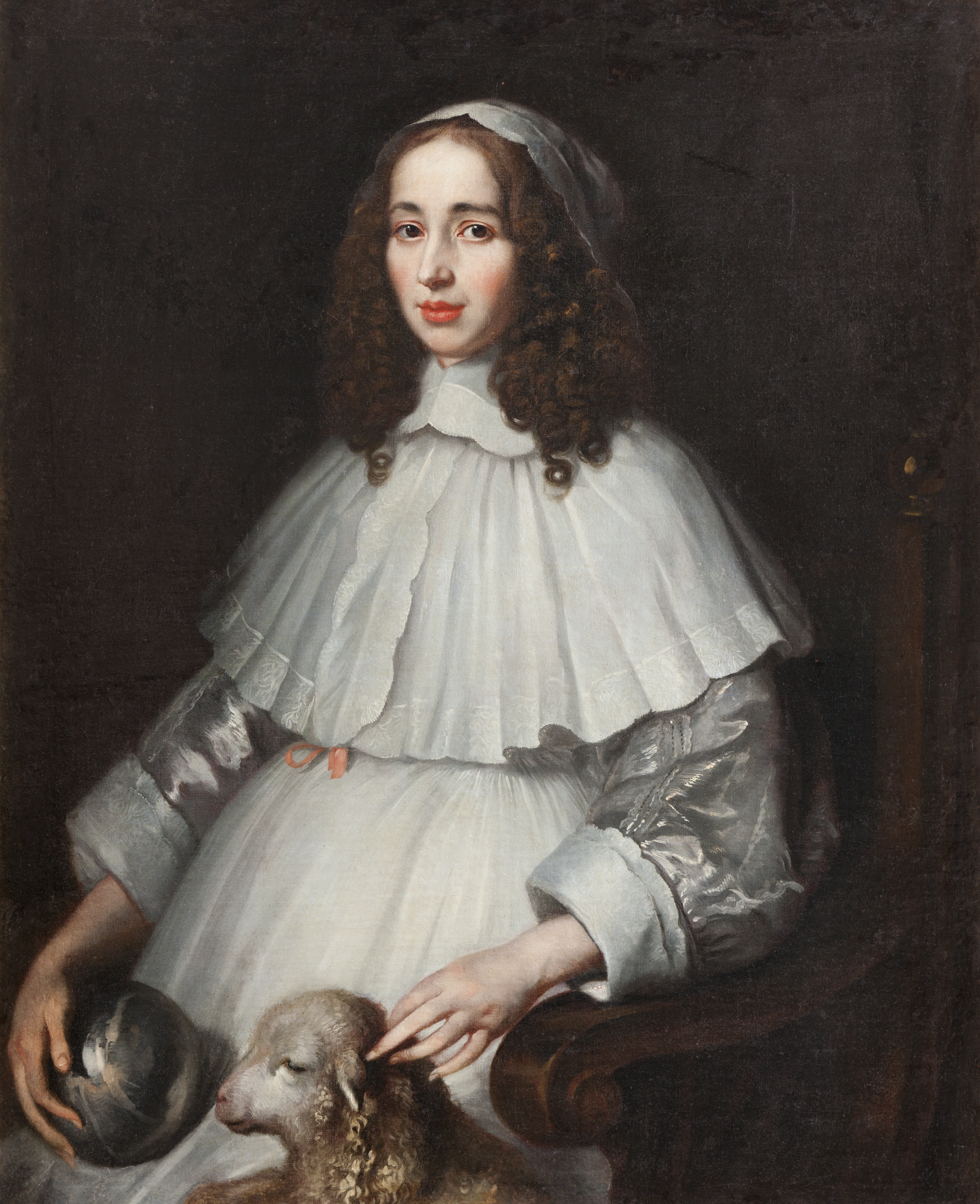
Matthäus Merian: Portrét těhotné Anny Margarety Wrangelové, rozené von Haugwitz, asi 1651

Anna Markéta Wrangelová

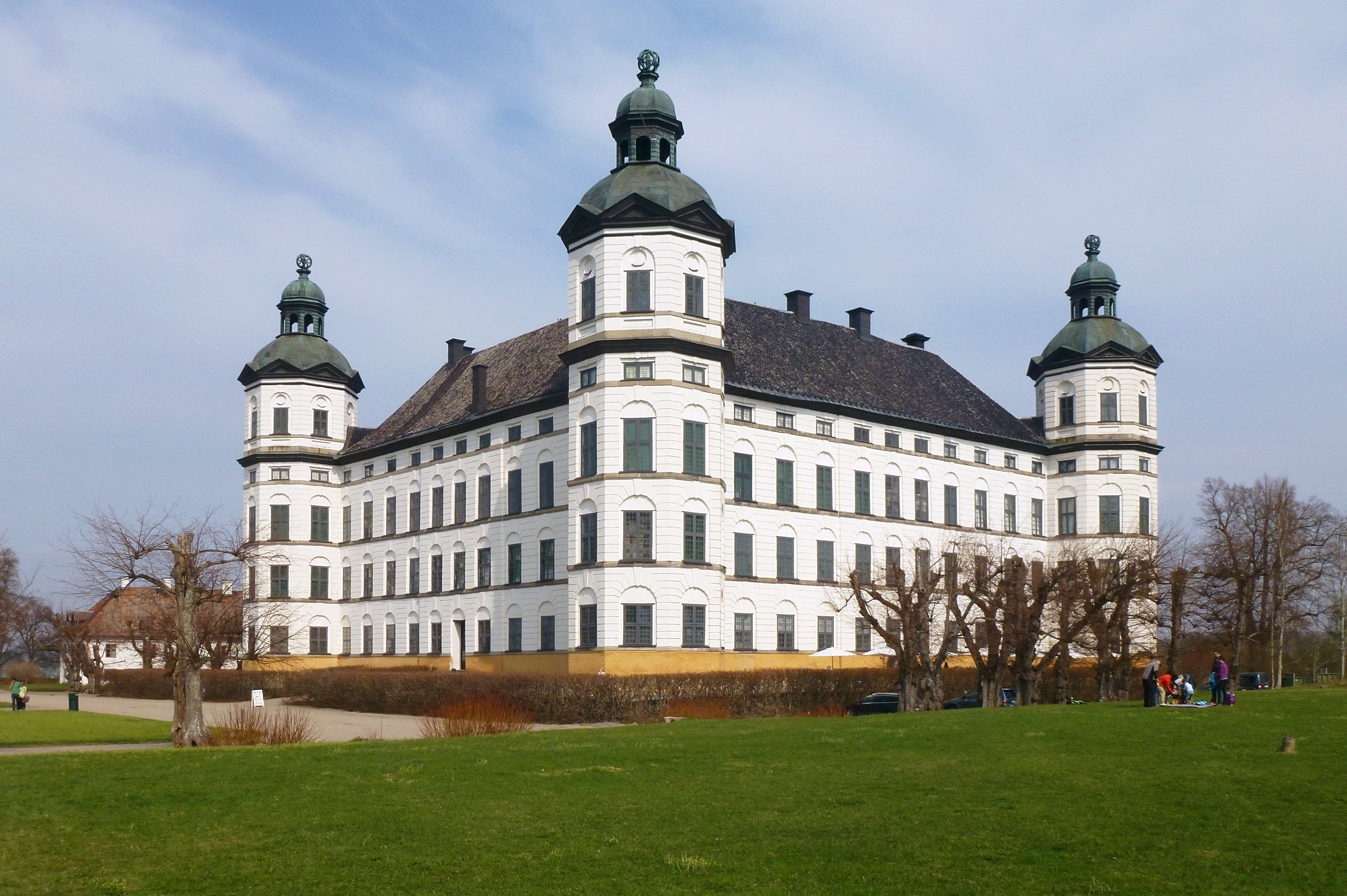
Zámek Skokloster

Anna Markéta se narodila v době zuřící třicetileté války v anhaltském Calbe jako dcera Baltazara Jáchyma z Haugvic († 1626) a jeho manželky Žofie z Veltheimu (1559–1638) a byla pokřtěna v tamním kostele sv. Štěpána.
Otec zemřel, když byly Anně čtyři roky a v roce 1630 byli její matka a čtyři z jejích pěti sourozenců zabiti při útoku císařských vojsk na Calbe. Anně Markétě se podařilo uprchnout. Brzy poté si jako sirotek nalezla úkryt v cisterciáckém klášteře v Egelnu a později se jí ujala hraběnka Löwensteinová a poskytla jí vzdělání.
Hraběnka Löwensteinová patřila do okruhu kolem švédského generála Johana Banéra, který se stal v roce 1636 poručníkem Anny Markéty. Tak se dostala do vojenského tábora švédské armády, kde se brzy seznámila se svým pozdějším manželem, generálmajorem Carlem Gustavem Wrangelem.

### Manželství a rodina
V květnu 1640 se zasnoubili a 1. června 1640 se Anna Markéta za Carla Gustava v Saalfeldu provdala. Pro rodinu Wrangelů byl tento vztah s chudou německou šlechtičnou nevhodný, ale kritika jeho vrstevníků jejího manžela příliš netrápila. Anna Markéta porodila svému manželovi v letech 1641 až 1665 třináct dětí, z nichž však většina zemřela v dětství nebo mládí:
- Hanibal Gustav (1641–1646)
- Markéta Juliana (* 4. listopad 1642; † 1701) ⚭ 21. prosinec 1660 Nils Brahe mladší (1633–1699)
- Markéta Barbora (1643–1643)
- Achilles (1644–1648)
- August Gideon (1646–1648)
- Karel Filip (1648, Dingolfing u Mnichova – 13. duben 1668, Londýn)
- Hedvika Eleonora Žofie (31. srpna 1651, Wrangelsburg – 1687, Stralsund) ⚭ 7. duben 1678 s Arnoštem Ludvíkem svobodný pánem z Putbusu
- Šarlota Emilie (1652–1657)
- Polydora Kristiana (6. listopadu 1655 – 1675) ⚭ 1673 Leonhard Johan z Wittenbergu, syn Arvida z Wittenbergu
- Augusta Aurora (* 15. leden 1658; † 27. leden 1699)
- Herman (*/ † 1661)
- Anna Luisa (*/ † 1664)
- neznámé (*/ † 1665)

### Pozdější roky
Později v letech 1651–1665 nesla manželův titul hraběnka ze Salmis (v důsledku výměny od roku 1665 hraběnka ze Sölvesborgu).
Maršál Wrangel byl nejen jedním z nejvýznamnějších generálů své doby, ale byl také sběratelem umění a mecenášem. Po skončení války pobývali manželé nějaký čas v Norimberku a poté na pomořanských rodových panstvích, která v té době zušlechťovali, podobně jako jeho rodný zámek Skokloster poblíž Uppsaly.
Anna Markéta nezapomněla na svou vlast a ve své závěti věnovala na památku svého rodného města Calbe 500 tolarů, z nichž se každoročně na výročí její svatby 1. června měl být úrok rozdán potřebným.
Anna Markéta zemřela po dlouhé nemoci v březnu roku 1673. Její manžel, rovněž těžce nemocný, zemřel o tři roky později.